# St. Nazianz (Wisconsin)
St. Nazianz es una villa ubicada en el condado de Manitowoc en el estado estadounidense de Wisconsin. En el Censo de 2010 tenía una población de 783 habitantes y una densidad poblacional de 356,09 personas por km².

## Geografía
St. Nazianz se encuentra ubicada en las coordenadas 44°0′26″N 87°55′29″O / 44.00722, -87.92472. Según la Oficina del Censo de los Estados Unidos, St. Nazianz tiene una superficie total de 2.2 km², de la cual 2.14 km² corresponden a tierra firme y (2.71%) 0.06 km² es agua.

## Demografía
Según el censo de 2010, había 783 personas residiendo en St. Nazianz. La densidad de población era de 356,09 hab./km². De los 783 habitantes, St. Nazianz estaba compuesto por el 97.06% blancos, el 0% eran afroamericanos, el 0.13% eran amerindios, el 1.15% eran asiáticos, el 0% eran isleños del Pacífico, el 0.89% eran de otras razas y el 0.77% pertenecían a dos o más razas. Del total de la población el 1.66% eran hispanos o latinos de cualquier raza.